# Олив Хил (Кентаки)
Олив Хил (енгл. Olive Hill) град је у америчкој савезној држави Кентаки.

## Демографија
По попису из 2010. године број становника је 1.599, што је 214 (-11,8%) становника мање него 2000. године.
| Група             | 2000.         | 2010.         |
| Белци             | 1.781 (98,2%) | 1.561 (97,6%) |
| Афроамериканци    | 3 (0,2%)      | 2 (0,1%)      |
| Азијати           | 0 (0,0%)      | 0 (0,0%)      |
| Хиспаноамериканци | 11 (0,6%)     | 15 (0,9%)     |
| Укупно            | 1.813         | 1.599         |